# Tupin-et-Semons
Tupin-et-Semons är en kommun i departementet Rhône i regionen Auvergne-Rhône-Alpes i östra Frankrike. Kommunen ligger i kantonen Condrieu som tillhör arrondissementet Lyon. År 2022 hade Tupin-et-Semons 650 invånare.

## Befolkningsutveckling
Antalet invånare i kommunen Tupin-et-Semons
| Referens: INSEE |